# (100677) 1997 XO6
(100677) 1997 XO6 es un asteroide perteneciente al cinturón de asteroides descubierto el 5 de diciembre de 1997 por el equipo del OCA-DLR Asteroid Survey desde el Sitio de Observación de Calern, Caussols, Francia.

## Designación y nombre
Designado provisionalmente como 1997 XO6.

## Características orbitales
1997 XO6 está situado a una distancia media del Sol de 2,667 ua, pudiendo alejarse hasta 2,943 ua y acercarse hasta 2,391 ua. Su excentricidad es 0,103 y la inclinación orbital 1,193 grados. Emplea 1591,34 días en completar una órbita alrededor del Sol.

## Características físicas
La magnitud absoluta de 1997 XO6 es 15,8. 